# Hypocladia parcipuncta
Hypocladia parcipuncta är en fjärilsart som beskrevs av George Francis Hampson 1909. Hypocladia parcipuncta ingår i släktet Hypocladia och familjen björnspinnare. Inga underarter finns listade i Catalogue of Life.